# Spragnieni miłości
Spragnieni miłości (In the Mood for Love) – hongkoński film z 2000 w reżyserii Wong Kar-Waia, którego akcja toczy się w latach 60. XX w. w Hongkongu, Singapurze i Kambodży.
Wysmakowane zdjęcia i liryczna muzyka odmalowują – zgodnie z intencją Wong Kar-Waia i angielskim tytułem zaczerpniętym z piosenki Bryana Ferry – nie tyle historię miłosną, co nastrój uczucia. Obraz powstawał kilkanaście miesięcy i bez scenariusza – pomysł ewoluował w trakcie realizacji, przy czym wizja głównego autora wielokrotnie i znacząco się zmieniała. Inspiracją dla reżysera miał być m.in. film muzyczny Jacques’a Demy’ego z 1964 r. pt. Parasolki z Cherbourga.
Wong Kar-Wai kontynuuje w swoisty sposób opowieść w obrazie pt. 2046 z 2004 r. – można w nim znaleźć nie tylko parę głównych bohaterów, ale także niewykorzystane przy montażu Spragnionych miłości ujęcia.

## Obsada
- Maggie Cheung – pani Chan
- Tony Leung – pan Chow Mo-Wan
- Rebecca Pan – pani Suen
- Lai Chen – pan Ho
- Siu Ping-Lam – Ah-Ping

## Fabuła
Pani Chan (Maggie Cheung) i pan Chow (Tony Leung) wynajmują sąsiadujące przez ścianę pokoje. Pozostawieni sami sobie przez zapracowanych i romansujących małżonków usiłują poradzić sobie z samotnością i smutkiem oraz zrozumieć zdradę. Wspierając się nawzajem w nieszczęściu wkrótce zakochują się w sobie. Ich miłość pozostaje niespełniona.

## Nagrody i nominacje
- Międzynarodowy Festiwal Filmowy w Cannes 2000 – nagroda dla najlepszego aktora (Tony Leung) oraz Wielka Nagroda Techniczna za najlepsze zdjęcia (Christopher Doyle, Mark Lee) i montaż (William Chang).
- Europejska Nagroda Filmowa 2000 – najlepszy film nieeuropejski.
- Golden Horse Film Festival 2000 – nagroda dla najlepszej aktorki (Maggie Cheung), za najlepsze zdjęcia i najlepszą scenografię.
- Filmfest Hamburg 2000 – nagroda dla najlepszego filmu.